# Nectandra globosa
Nectandra globosa är en lagerväxtart som först beskrevs av Jean Baptiste Christophe Fusée Aublet, och fick sitt nu gällande namn av Carl Christian Mez. Nectandra globosa ingår i släktet Nectandra och familjen lagerväxter. Inga underarter finns listade i Catalogue of Life.